# Khārfīrūzī
Khārfīrūzī (persiska: خارفیروزی, Khār Farajī, Khār-e Fīrūzī) är en ort i Iran.   Den ligger i provinsen Khorasan, i den nordöstra delen av landet, 700 km öster om huvudstaden Teheran. Khārfīrūzī ligger 1 233 meter över havet och antalet invånare är 154.
Terrängen runt Khārfīrūzī är platt åt nordost, men åt sydväst är den kuperad.Runt Khārfīrūzī är det glesbefolkat, med 14 invånare per kvadratkilometer. Närmaste större samhälle är Bajestān, 17,9 km väster om Khārfīrūzī. Trakten runt Khārfīrūzī är ofruktbar med lite eller ingen växtlighet.